# Čeminac
Čeminac je obec (opčina) v Osijecko-baranjské župě ve východním Chorvatsku. V roce 2011 zde žilo celkem 1108 obyvatel.
Čeminac se rozkládá v rovinaté Panonské nížině, severně od Osijeku, na silničním tahu Beli Manastir–Osijek, má rovněž i železniční spojení.
Do druhé světové války v obci žil značný počet německého obyvatelstva, které bylo v souvislosti s koncem konfliktu vyhnáno. Německý název obce zněl Laskafeld.